# Cyclodictyon maxonii
Cyclodictyon maxonii är en bladmossart som beskrevs av Robert Statham Williams 1912. Cyclodictyon maxonii ingår i släktet Cyclodictyon och familjen Hookeriaceae. Inga underarter finns listade i Catalogue of Life.